# Ґнатово (Вармінсько-Мазурське воєводство)
Ґнатово (пол. Gnatowo, нім. Wilhelmshöhe) — село в Польщі, у гміні Кентшин Кентшинського повіту Вармінсько-Мазурського воєводства.
Населення — 109 осіб (2011).
У 1975-1998 роках село належало до Ольштинського воєводства.

## Демографія
Демографічна структура станом на 31 березня 2011 року:
|          | Загалом | Допрацездатний вік | Працездатний вік | Постпрацездатний вік |
| -------- | ------- | ------------------ | ---------------- | -------------------- |
| Чоловіки | 53      | 8                  | 40               | 5                    |
| Жінки    | 56      | 9                  | 36               | 11                   |
| Разом    | 109     | 17                 | 76               | 16                   |